# Poitiers
Poitiers (en francès; en català, tradicionalment Peiteu o Piteu; en poiteví Potchiers; en occità Peitieus) és un municipi francès, capital històrica de la regió del Peitau. És situat al departament de la Viena, a la regió de la Nova Aquitània. L'any 2004 tenia 87.012 habitants.

## Història
Fou ocupada pels celtes pictavis —dels quals li prové el nom—, més tard ho fou per Roma, que l'anomenà Limonum. Atacada pels àrabs el 732 i devastada diverses vegades pels normands (s. IX), durant la guerra dels Cent Anys —i a causa de la batalla de Poitiers, del 1356— França la cedí a Anglaterra, en lliurar-li el Poitou pel tractat de Brétigny de 1360. Tanmateix, els francesos la reconqueriren més tard (1372) i, sota llur rei Carles VII (1422-61), la incorporaren a França. El delfí Carles hi establí el seu parlament (1423-36).

## Arquitectura
La ciutat posseeix restes romanes. D'època paleocristiana és el baptisteri de Saint-Jean (s. iv) i l'hipogeu merovingi del Plateau des Dunes (ss vii-viii). Fou un important centre d'art romànic amb esglésies com Saint-Hilaire-le-Grand (ss xi-xii) i Notre-Dame-la-Grande (ss xi-xii), que és un dels exemples més importants d'esglésies romàniques amb cúpules. Entre els edificis gòtics cal esmentar la catedral de Saint-Pierre (ss xii-xiii) i, en arquitectura civil, cases i palaus particulars, molt nombrosos, dels ss xiv, xv i xvi. Sense una veritable arquitectura renaixentista, passà directament a l'estil clàssic francès durant els ss xvii i xviii, on destaca l'obra urbanística del parc de Blossac.

## Economia
Té importants indústries metal·lúrgiques, elèctriques, d'impremta i d'industrialització del cuir. També té un centre d'ensenyament superior.

## Personatges nascuts a Poitiers
- Guilhem de Peitieus (1072-1127), primer trobador de la història
- Camille Guérin (1872–1961), veterinari que va descobrir la vacuna contra la tuberculosi el 1924 juntament amb Albert Calmette
- Michel Foucault (1926-1984), filòsof
- Jean-Pierre Thiollet (1956-), escriptor i periodista